# 6-os főút (Magyarország)
Az 6-os számú főút Budapesttől Barcsig ér.

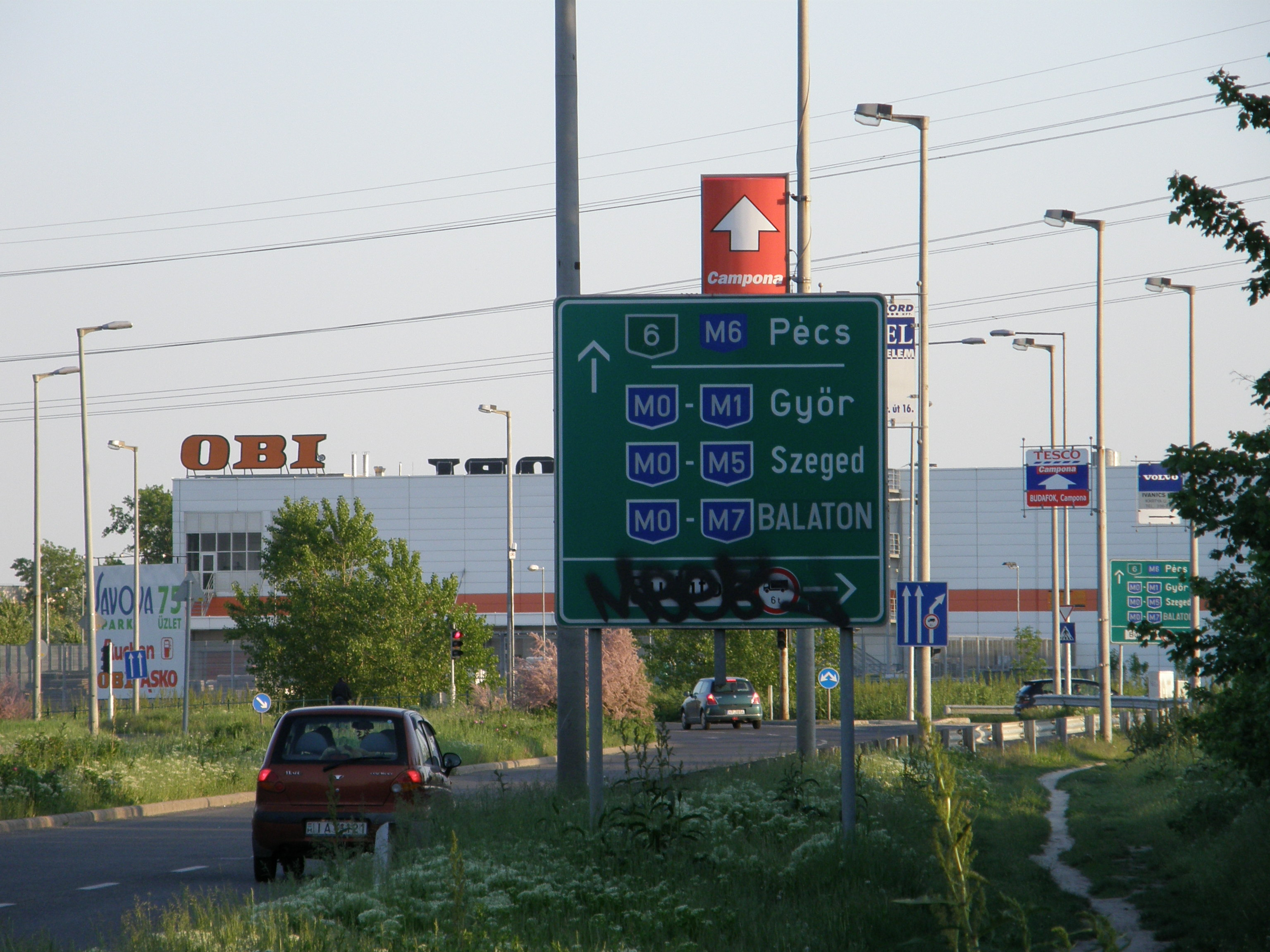
A főút Budapesten, a Szerémi út Hunyadi János úti torkolatánál, a Savoya Park bevásárlóközpontnál

## Fekvése
A 6-os főút egy magyar elsőrendű főút, amely Budapestet köti össze Magyarország legdélebbi régiójával, a Dél-Dunántúllal. Áthalad Pest, Fejér, Tolna, Baranya és Somogy vármegyéken. Szekszárdig a Duna mentén halad, majd délnyugatra fordul, átmegy a Mecsek keleti részén, majd a Mecsekalján halad tovább. Átmetszi Pécset, majd síkságon folytatja útját Barcsig, ahol eléri a horvát határt.
Összesen 262 km hosszú.

## Települések
- Fontosabb települések a 6-os főút mentén:
  - Budapest
  - Érd
  - Százhalombatta
  - Ercsi
  - Rácalmás
  - Dunaújváros
  - Dunaföldvár
  - Paks
  - Tolna
  - Szekszárd
  - Bonyhád
  - Pécsvárad
  - Pécs
  - Szentlőrinc
  - Szigetvár
  - Barcs
- Kisebb települések: 
  - Fejér vármegyében: Iváncsa, Adony, Rácalmás
  - Tolna vármegyében: Dunaszentgyörgy, Kakasd
  - Baranya vármegyében: Hidas, Mecseknádasd, Kacsóta, Nagypeterd, Botykapeterd, Nagydobsza, Kisdobsza
  - Somogy vármegyében: Istvándi, Darány.

## Története
1934-ben a kereskedelem- és közlekedésügyi miniszter 70 846/1934. számú rendelete a Budapesttől Szekszárdig húzódó szakaszát elsőrendű főúttá nyilvánította, a maival egyező, 6-os útszámozással. Szekszárd után az akkori 6-es főút továbbra is a Dunával nagyjából párhuzamosan haladt dél felé, és Mohácson keresztül érte el az országhatárt, az a szakasza tehát lényegében megfelel a mai 56-os főútnak. A jelenkori nyomvonal további részét az 1934-es rendelet harmadrendű főúttá nyilvánította, Szekszárdtól Bonyhádig 613-as, onnan Pécsig 631-es, onnan tovább Barcsig pedig 643-as útszámozással.
Az akkori nyomvonalak kisebb korrekcióktól, később létesült városi elkerülő szakaszoktól eltekintve nemigen tértek el a maitól. Nem létezett még a dunaújvárosi elkerülője (mint ahogy még Dunaújváros sem), ott áthaladt Dunapentele központján – a régi nyomvonal a Magyar út, Szórád Márton út vonalát követte, egy szakasza pedig teljesen eltűnt, a Dunai Vasmű létesítményeinek építése miatt. Kicsit más útvonalon szelte át a Mecseket – a még ma is meglévő, régi nyomvonalak mellékútként az 5613-as és 6544-es útszámozást viselik –, továbbá áthaladt az út Pécs, Szentlőrinc és Szigetvár központjain is, miközben az újabb út már némileg elkerüli azokat. Szentlőrincnél baleseti kockázatcsökkentés végett kapott egy szakaszon (1970-ben) vasúti felüljáróval kiegészített, új nyomvonalat, mert a réginek pár kilométeren belül három vasúti kereszteződése is volt, viszont a vonalvezetés csekély korrekciója és a felüljáró révén mindhárom keresztezés és a belterület érintése is kiküszöbölhetővé vált; az ott felhagyott szakaszok mellékútként az 5817-es és 5811-es számot kapták.
A mai 6-os főút nyomvonalát a második világháború idején, az első és második bécsi döntések utáni időszakban bekövetkezett változások – úgy tűnik – nem befolyásolták számottevően, Baranya vármegyei szakaszai nem kaptak sem egy-, sem két számjegyű főútkénti minősítést.
Budapesten a Budapest–Murakeresztúr-vasútvonal Duna felöli oldalán párhuzamosan haladó 6-os főút budafoki és tétényi bevezető szakasza 1990-1998 között, több ütemben épült ki.